# Kelly Blatz
Kelly Steven Blatz, född 16 juni 1987 i Burbank i Kalifornien, är en amerikansk skådespelare, filmregissör, skribent, filmproducent, filmklippare och musiker. Han är mest känd för att spela rollen som Charlie Landers / Aaron Stone i Disney XD-serien Aaron Stone.
Blatz medverkar även i skräckfilmen Prom Night från 2008, där han spelar rollen som Michael Allen. Han har också spelat rollen som Joel Harrington i TBS-serien Glory Daze från 2010 till 2011.

## Filmografi (i urval)

### Filmer
- 2008 – From Within
- 2008 – Prom Night
- 2009 – Skyrunners

### TV-serier
- 2007 – Zoey 101 (TV-serie)
- 2009–2010 – Aaron Stone (TV-serie)
- 2009 – 90210 (TV-serie)
- 2009 – Sonnys chans (TV-serie)
- 2010–2011 – Glory Daze (TV-serie)
- 2013 – Chicago Fire (TV-serie)
- 2014 – Chicago P.D. (TV-serie)
- 2015 – NCIS (TV-serie)
- 2016 – Lucifer (TV-serie)
- 2016 – Fear the Walking Dead (TV-serie)
- 2016 – Timeless (TV-serie)
- 2018 – The Good Doctor (TV-serie)
- 2019 – S.W.A.T. (TV-serie)